# USS Wright (CVL-49)
USS Wright (CVL-49/AVT-7/CC-2) là một tàu sân bay hạng nhẹ của Hải quân Hoa Kỳ thuộc lớp tàu sân bay Saipan vốn còn bao gồm chiếc USS Saipan (CVL-48). Nó là chiếc tàu chiến thứ hai của Hải quân Hoa Kỳ được đặt cái tên này, nhưng là chiếc đầu tiên được đặt nhằm tôn vinh cả hai anh em Orville và Wilbur Wright, những người đi tiên phong trong lĩnh vực hàng không. Nó chỉ phục vụ như một tàu sân bay trong một thời gian ngắn trước khi được xếp lại lớp như một tàu chỉ huy CC-2 vào năm 1962. Nó ngừng hoạt động vào năm 1970 và bị bán để tháo dỡ vào năm 1980.

## Thiết kế và chế tạo
Wright được đặt lườn vào ngày 21 tháng 8 năm 1944 tại xưởng tàu của hãng New York Shipbuilding Corporation ở Camden, New Jersey. Nó được hạ thủy vào ngày 1 tháng 9 năm 1945, được đỡ đầu bởi bà Harold S. Miller, một người cháu gái của anh em Orville và Wilbur Wright, và được cho nhập biên chế tại Xưởng hải quân Philadelphia vào ngày 9 tháng 2 năm 1947 dưới quyền chỉ huy của hạm trưởng, Đại tá Hải quân Frank T. Ward.

## Lịch sử hoạt động

### Tàu sân bay huấn luyện
Wright khởi hành từ Philadelphia vào ngày 18 tháng 3 năm 1947, dừng lại một chặng ngắn ở Norfolk, Virginia trước khi tiếp tục đi đến Căn cứ Huấn luyện Không lực Hải quân ở Pensacola, Florida. Đến nơi vào ngày 31 tháng 3, nó nhanh chóng thực hiện một lịch thực hành phòng không và tác xạ chặt chẽ trong khi hoạt động như một tàu sân bay chuẩn nhận cho hàng trăm phi công học viên tại căn cứ. Nó thực hiện 40 chuyến đi huấn luyện kéo dài từ một đến bốn ngày dọc theo bờ biển Florida; ngoài ra chiếc tàu sân bay còn huấn luyện cho tổng cộng 1.081 lượt sĩ quan Hải quân Dự bị trong những đợt huấn luyện ôn tập kéo dài ba tuần.
Vào ngày 3 tháng 9 năm 1947, Wright đón lên tàu 48 học viên sĩ quan cho nhiệm vụ huấn luyện tạm thời, rồi sau đó tiếp đón 62 sĩ quan Lục quân khi nó lên đường ra khơi cùng với tàu khu trục Forrest Royal (DD-872) vào ngày 15 tháng 10 để các vị khách chứng kiến các hoạt động không lực tại khu vực Pensacola. Các cuộc tập dượt còn bao gồm việc phóng kiểu máy bay tiêm kích cánh quạt Grumman F6F Hellcat cho các hoạt động bắn rocket.
Wright khởi hành từ Pensacola vào ngày 24 tháng 10 để đi lên phía Bắc, đến Xưởng hải quân Philadelphia không lâu sau đó để trải qua một đợt sửa chữa và cải biến sau chạy thử máy từ ngày 1 tháng 11 đến ngày 17 tháng 12, trước khi quay trở lại Pensacola hai ngày trước lễ Giáng sinh. Tại đây nó tiếp tục các hoạt động chuẩn nhận phi công tàu sân bay thường lệ trong suốt năm 1948 trước khi đi đến Xưởng hải quân Norfolk vào ngày 26 tháng 1 năm 1949 cho một đợt đại tu kéo dài bốn tháng.
Sau khi huấn luyện ôn tập tại vùng biển Cuba, Wright quay trở về Norfolk vào ngày 1 tháng 8 năm 1949, rồi chuyển đến Newport, Rhode Island bốn ngày sau đó cho một lượt huấn luyện chống tàu ngầm tại khu vực vịnh Narragansett cùng với tàu ngầm và tàu khu trục. Nó cũng viếng thăm New York trước khi thực hiện kế hoạch đều đặn chuẩn nhận tàu sân bay, chiến thuật phòng không và thực hành ngoài khơi Quonset Point, Rhode Island, Key West và Pensacola. Sau 10 ngày cơ động cùng Đệ Nhị hạm đội từ ngày 21 đến ngày 31 tháng 10 năm 1949, nó tiếp tục nhiệm vụ này cho đến ngày 7 tháng 1 năm 1951, khi nó đón lên tàu nhân sự của Liên đội Tiêm kích VF 14 làm nhiệm vụ tạm thời.

### Phục vụ cùng Đệ Lục hạm đội
Wright khởi hành từ Norfolk vào ngày 11 tháng 1 năm 1952 cùng một đội đặc nhiệm tàu sân bay nhanh, và đi đến Gibraltar vào ngày 21 tháng 1 cho lượt phục vụ đầu tiên cùng Đệ Lục hạm đội tại Địa Trung Hải. Nó đi từ Gibraltar đến Oran, Algérie, rồi tiếp tục ghé qua vịnh Augusta, Sicily; vịnh Suda, Crete; Beirut, Liban và vịnh Juan, Pháp, các cảng dừng tiếp liệu trong chuỗi hoạt động huấn luyện và tập trận không ngừng cùng Đệ Lục hạm đội. Rời vịnh Juan vào ngày 19 tháng 3, nó quay về Newport vào ngày 31 tháng 3, rồi đi vào Xưởng hải quân Norfolk để đại tu trước khi tham gia cuộc cơ động của Hạm đội Đại Tây Dương ngoài khơi vịnh Guantánamo, Cuba. Nó tham gia các hoạt động chiến thuật chống tàu ngầm và hoạt động tàu sân bay tại vịnh Narragansett, được sửa chữa bổ sung tại Xưởng hải quân Boston, và tham gia thực tập hộ tống vận tải từ ngày 25 tháng 2 đến ngày 21 tháng 3 năm 1952; con tàu đã hoạt động suốt trong khu vực trải rộng từ Newport đến khu vực kênh đào Panama và vùng biển Trinidad tại Tây Ấn thuộc Anh.
Trong vai trò soái hạm của Đội tàu sân bay 14, Wright khởi hành vào ngày 9 tháng 6 năm 1952 cùng bốn tàu khu trục vốn hình thành nên Đội đặc nhiệm 81.4 cho các hoạt động chống tàu ngầm dọc bờ biển Đại tây Dương cho đến ngày 27 tháng 6, khi nó về đến New York. Quay trở lại Quonset Point vào ngày 1 tháng 7, nó huấn luyện các đơn vị thuộc Hải quân Dự bị Hoa Kỳ trong các hoạt động tìm-diệt và huấn luyện phi công ngoài khơi vịnh Narragansett cho đến ngày 26 tháng 8. Vào ngày đó, nó khởi hành từ Quonset Point để gặp gỡ Hạm đội Đặc nhiệm 2 dưới quyền Phó đô đốc Felix Stump trên đường đi sang Bắc Âu cho các cuộc tập trận và cơ động phối hợp với các đơn vị hải quân của các nước trong khối NATO.
Trên đường đi, nó được cho tách ra cùng với tàu khu trục Forrest Royal để đưa nhân sự và trang bị của Liên đội Tiêm kích Đêm Thủy quân Lục chiến VMF(N) 114 đến cảng Lyautey, Maroc; nhiệm vụ hoàn tất vào ngày 4 tháng 9. Hai ngày sau, nó cùng chiếc tàu khu trục gia nhập trở lại lực lượng đặc nhiệm; và chúng đi đến Firth of Clyde, Scotland vào ngày 10 tháng 9. Ba ngày sau, nó ra khơi cùng hai tàu khu trục Anh hoạt động như tàu canh phòng máy bay cho Chiến dịch Mainbrace của khối NATO. Nó tiến hành các cuộc cơ động phòng thủ và phát triển chiến thuật cùng các tàu sân bay Anh HMS Illustrious (R87) và HMS Eagle (R05) trên đường đi đến Rotterdam, Hà Lan, nơi lực lượng đến nơi vào ngày 25 tháng 9. Đến ngày 29 tháng 9, nó rời Rotterdam quay về Hoa Kỳ, về đến Newport vào ngày 9 tháng 10.
Ngày hôm đó, nó đón lên tàu Chuẩn đô đốc W. L. Erdman, Tư lệnh Đội tàu sân bay 4, và trải qua những tháng tiếp theo làm nhiệm vụ chuẩn nhận tàu sân bay tại các vùng biển kéo dài từ Newport đến Virginia Capes, trước khi thực hiện lượt hoạt động thứ hai tại Địa Trung Hải. Nó đi đến vịnh Juan vào ngày 21 tháng 2 năm 1953 và hoạt động cùng Đệ Lục hạm đội cho đến ngày 31 tháng 3, khi nó lên đường quay về nhà ngang qua quần đảo Azores. Nó quay trở lại Newport, và sau một giai đoạn huấn luyện tại vịnh Narragansett, lại lên đường vào ngày 5 tháng 5 để đi sang vịnh Mexico. Trong chuyến đi huấn luyện này, nó viếng thăm Houston, Texas, nơi nó đón tiếp khoảng 14.000 khách tham quan trong các ngày 16 và 17 tháng 4. Quay trở về Quonset Point vào ngày 28 tháng 5, nó hoạt động tại chỗ trong một tháng trước khi đi về phía Nam để hoạt động ngoài khơi Mayport, Florida.

### Phục vụ cùng Đệ Thất hạm đội
Wright được đại tu tại Xưởng hải quân Philadelphia từ ngày 31 tháng 7 đến ngày 21 tháng 11 năm 1953, rồi tiến hành huấn luyện ôn tập tại vùng biển Cuba từ ngày 4 tháng 1 đến ngày 16 tháng 2 năm 1954. Sau khi rời Davisville, Rhode Island vào ngày 5 tháng 4, nó lên đường đi sang Viễn Đông, đi ngang qua kênh đào Panama, San Diego, California và Trân Châu Cảng, và đến Yokosuka, Nhật Bản vào ngày 28 tháng 5. Chiếc tàu sân bay, với Liên đội Cường kích Thủy quân Lục chiến 211 trên tàu, hoạt động cùng Đệ Thất hạm đội trên cả hai phía bờ biển của bán đảo Triều Tiên và ngoài khơi Okinawa trước khi viếng thăm Hong Kong từ ngày 24 đến ngày 30 tháng 9. Rời Yokosuka vào ngày 15 tháng 10, nó về đến San Diego vào ngày 31 tháng 10 và đi vào Xưởng hải quân Long Beach nơi nó ở lại cho đến ngày 23 tháng 2 năm 1955.
Vào lúc đó, Wright được phối thuộc cùng Đội tàu sân bay 17 trực thuộc Hạm đội Thái Bình Dương, và hoạt động tại chỗ ngoài khơi San Diego cho đến ngày 3 tháng 5, khi nó ra khơi trong thành phần Đội đặc nhiệm 7.3, được hình thành chung quanh soái hạm Mount McKinley, cho một cuộc thử nghiệm bom nguyên tử, Chiến dịch Wigwam, được tiến hành tại vùng biển Thái Bình Dương. Quay trở về vùng bờ Tây vào ngày 20 tháng 5, Wright sau đó đi đến Trân Châu Cảng một giai đoạn ngắn trước khi đi vào Xưởng hải quân Mare Island vào ngày 14 tháng 7 tiến hành các chuẩn bị để ngưng hoạt động. Sau khi chuyển đến Xưởng hải quân Puget Sound, Bremerton, Washington vào ngày 17 tháng 10 cho giai đoạn cuối cùng của việc chuẩn bị, Wright được cho xuất biên chế tại Puget Sound vào ngày 15 tháng 3 năm 1956, và được đưa về đội Bremerton trực thuộc Hạm đội Dự bị Thái Bình Dương.

### Wright(CC-2)

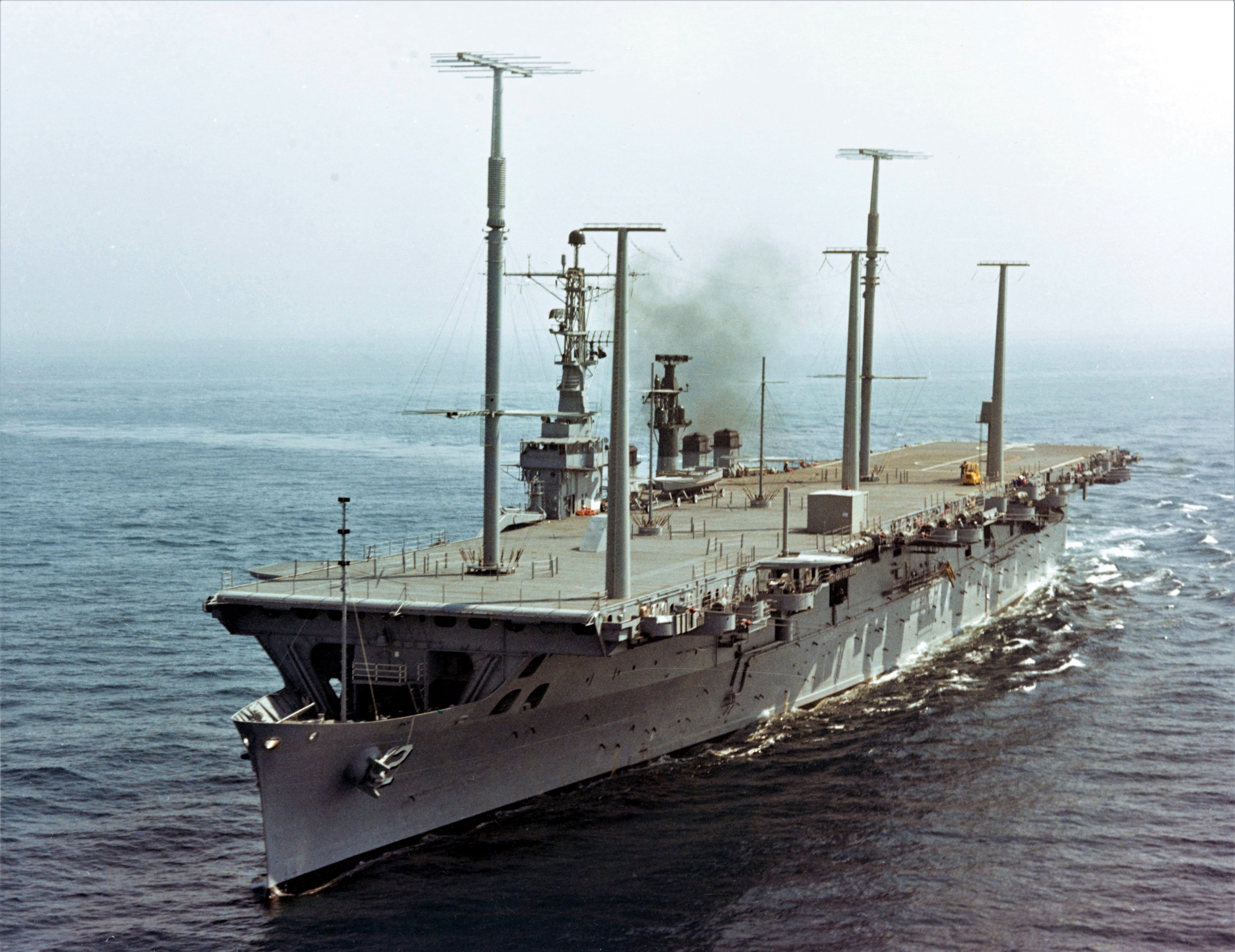
USS Wright như là tàu chỉ huy CC-2, ngoài khơi phía Nam California, tháng 9 năm 1963

Trong thời gian ở thành phần dự bị, Wright được xếp lại lớp vào ngày 15 tháng 5, 1959 như một tàu phụ trợ vận chuyển máy bay với ký hiệu lườn AVT-7. Tuy nhiên, nó không bao giờ phục vụ trong vai trò này, và tiếp tục bị bỏ không cho đến ngày 15 tháng 3, 1962, khi nó được đưa đến Xưởng hải quân Puget Sound để cải biến thành một tàu chỉ huy và được xếp lại lớp thành CC-2. Việc cải biến kéo dài mất một năm, bao gồm những thay đổi đáng kể nhằm biến nó thành một trung tâm chỉ huy di động dành cho tầng lớp chỉ huy cấp cao, và việc trao đổi nhanh chóng và tự động dữ liệu chỉ huy, xử lý, lưu trữ và hiển thị những dữ liệu này. Một phần của sàn chứa máy bay trước đây được sử dụng cho trung tâm chỉ huy và hàng loạt thiết bị điện tử cần thiết, đồng thời một phần sàn đáp được bố trí những ăn-ten viễn thông được thiết kế đặc biệt. Những trang bị khác cho phép con tàu hoạt động cùng ba máy bay trực thăng.
Wright (CC-2) được cho nhập biên chế trở lại tại Xưởng hải quân Puget Sound vào ngày 11 tháng 5, 1963 dưới quyền chỉ huy của Hạm trưởng, Đại tá Hải quân John L. Arrington, II. Nó hoạt động thử máy và huấn luyện tại vùng biển Tây Bắc Thái Bình Dương cho đến ngày 3 tháng 9, khi nó khởi hành từ Seattle để đi San Diego, đến nơi ba ngày sau đó. Con tàu hoạt động huấn luyện trong ba tuần lễ tiếp theo tại vùng biển phụ cận San Diego trước khi quay trở lại Puget Sound vào ngày 30 tháng 9, nơi nó được sửa chữa sau thử máy, vốn kéo dài suốt tháng 10 và phần lớn tháng 11.
Wright khởi hành từ Seattle vào ngày 26 tháng 11 cho hành trình chuyển sang cảng nhà mới Norfolk, Virginia tại vùng bờ Đông. Nó ghé qua San Diego ba ngày sau đó để đón lên tàu những kỹ sư và nhân viên dân sự để bảo trì thiết bị thông tin liên lạc và điều hòa nhiệt độ. Con tàu đang tiếp tục đi xuống phía Nam dọc bờ biển Mexico khi nó bắt được tín hiệu cầu cứu của chiếc tàu buôn Israel SS Velos vào ngày 1 tháng 12. Nó đổi hướng và gặp chiếc tàu buôn cùng ngày hôm đó, khi bác sĩ của Wright được đưa sang chiếc tàu buôn Israel để điều trị cho một thủy thủ mắc bệnh sỏi thận. Hoàn tất hoạt động trợ giúp nhân đạo, con tàu tiếp tục hành trình hướng đến Balboa, Panama. Nó băng qua kênh đào Panama vào các ngày 7 và 8 tháng 12, đi ngang qua St. Thomas, quần đảo Virgin trước khi thả neo tại Hampton Roads vào ngày 18 tháng 12. Sau khi hoạt động ngoài khơi Virginia Capes, con tàu đi vào cảng nhà mới vào ngày 21 tháng 12 và ở lại trong cảng suốt kỳ nghỉ lễ Giáng Sinh và năm mới.
Trong sáu năm tiếp theo, Wright hoạt động từ cảng nhà Norfolk, tiến hành huấn luyện nhằm đảm trách vai trò được giao là một trạm chỉ huy nổi trong các tình huống khẩn cấp. Trong những lượt đại tu định kỳ được tiến hành tại Xưởng hải quân Norfolk, ngoài những sửa chữa cần thiết, con tàu cũng được nâng cấp nhằm cải thiện khả năng hoạt động. Nó hoạt động chủ yếu ngoài khơi Virginia Capes, nhưng mở rộng lên phía Bắc đến tận Bar Harbor, Maine, và xuống phía Nam đến Rio de Janeiro, Brazil và Punta del Este, Uruguay. Con tàu cũng từng viếng thăm Newport; Fort Lauderdale và Port Everglades, Florida; Boston, New York, Annapolis, Philadelphia, Norfolk và vịnh Guantánamo, Cuba. Nó luân phiên nhiệm vụ trực ban tình huống khẩn cấp cùng với tàu chỉ huy Northampton (CLC-1).
Từ ngày 11 đến ngày 14 tháng 4, 1967, Wright đã thả neo ngoài khơi bờ biển Uruguay, và phục vụ như trạm thông tin liên lạc hỗ trợ cho Tổng thống Lyndon B. Johnson trong thời gian ông tham dự Hội nghị các nước Châu Mỹ La tinh tại Punta del Este. Vào ngày 8 tháng 5, 1968, nó đã đi đến trợ giúp cho Guadalcanal (LPH-7) khi chiếc tàu tấn công đổ bộ gặp trục trặc động cơ và bị chết đứng trên biển tại vị trí 180 dặm (290 km) về phía Nam Norfolk; Wright đã kéo chiếc Guadalcanal đi 84 mi (135 km) trước khi các tàu khác đến trợ giúp. Khi xảy ra sự kiện chiếc tàu do thám Pueblo (AGER-2) bị Bắc Triều Tiên bắt giữ vào tháng 2, 1969, Wright đang trên đường đi Port Everglades, Florida đã bị khẩn cấp triệu hồi quay trở lại Norfolk để hoạt động thường trực khẩn cấp.
Wright cuối cùng cũng được cho xuất biên chế vào ngày 27 tháng 5, 1970. Nó được cho neo đậu cùng thành phần dự bị tại Xưởng hải quân Philadelphia cho đến khi được rút tên khỏi danh sách Đăng bạ Hải quân vào ngày 1 tháng 12 năm 1977. Con tàu bị bán để tháo dỡ vào ngày 1 tháng 8, 1980.

## Phần thưởng[2]
| Bronze star |  |  |
|             |  |  |

| Huân chương Phục vụ Chiếm đóng Hải quân | Huân chương Phục vụ Chiếm đóng Hải quân      | Huân chương Phục vụ Phòng vệ Quốc gia với 1 Ngôi sao Chiến trận | Huân chương Phục vụ Phòng vệ Quốc gia với 1 Ngôi sao Chiến trận   |
| Huân chương Phục vụ Triều Tiên          | Huân chương Liên Hợp Quốc Phục vụ Triều Tiên | Huân chương Liên Hợp Quốc Phục vụ Triều Tiên                    | Huân chương Phục vụ Chiến tranh Triều Tiên (Hàn Quốc) (truy tặng) |